# أراتا إيسوزاكي
أراتا إيسوزاكي (باليابانية: 磯崎新 ) (و. 1931  م) هو مهندس معماري، وأستاذ جامعي ياباني، ولد في أويتا، أويتا، شارك في دوكومنتا 8 ‏، هو عضوٌ في الأكاديمية الملكية للفنون.

## التعليم
تعلم في جامعة طوكيو.

## جوائز
حصل على جوائز منها:
- جائزة بريتزكر (2019)
- جائزة ريبا (1986).

## روابط خارجية
- أراتا إيسوزاكي على موقع الموسوعة البريطانية (الإنجليزية)
- أراتا إيسوزاكي على موقع مونزينجر (الألمانية)